# Bộ Văn hóa, Thể thao và Du lịch (Hàn Quốc)

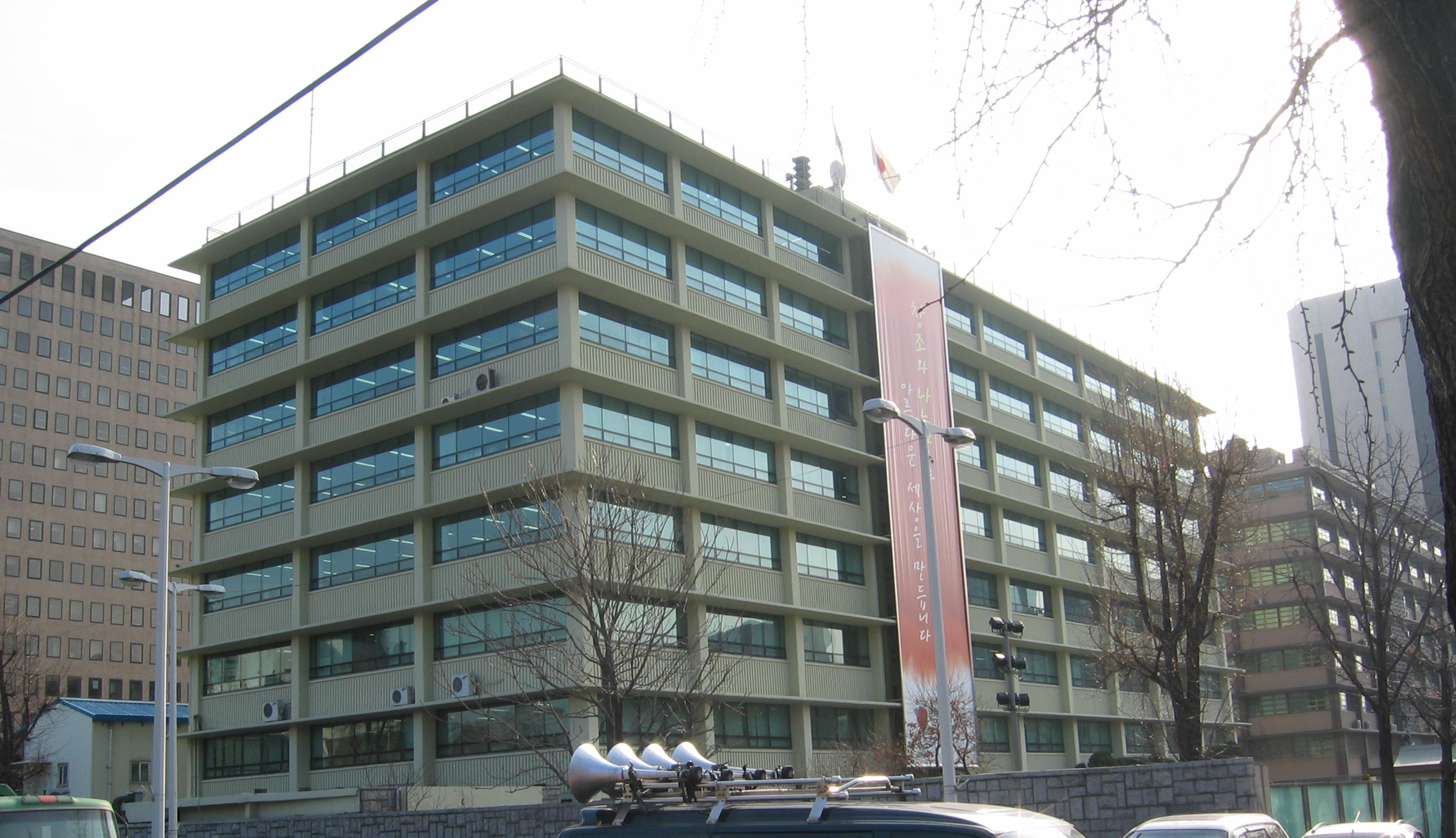
Trụ sở cũ của Bộ

Bộ Văn hóa, Thể thao và Du lịch Hàn Quốc (tiếng Hàn: 문화체육관광부, dịch nghĩa: Bộ Văn hóa-Thể dục-Quan quang, tiếng Anh: Ministry of Culture, Sports and Tourism) là một bộ trong Chính phủ Hàn Quốc, có nhiệm vụ phụ trách văn hóa, thể thao, du lịch, nghệ thuật và tôn giáo. Bộ được thành lập vào ngày 29 tháng 2 năm 2008 trên cơ sở tích hợp chức năng của Bộ Văn hóa, Thể thao và Du lịch, Cơ quan tuyên truyền chính sách, Bộ Viễn thông Thông tin (nghiệp vụ nội dung kỹ thuật số).
Bộ có một bộ trưởng, hai thứ trưởng và trên 60 đơn vị dưới quyền. Tổng số nhân viên của Bộ xấp xỉ 2.200 người. Một số đơn vị dưới quyền của Bộ Văn hóa, Thể thao và Du lịch là Bảo tàng Quốc gia, Nhà hát Quốc gia và Thư viện Quốc gia.

## Tầm nhìn
Bộ Văn hóa, Thể thao và Du lịch có tầm nhìn hướng đến "Thời đại của hi vọng, hạnh phúc của nhân dân" thông qua "Thịnh vượng văn hóa". Để có "Thịnh vượng văn hóa", Bộ "gieo hạnh phúc cho nhân dân bằng văn hóa", "dẫn dắt kinh tế sáng tạo bằng văn hóa" và "xây dựng quốc gia văn hóa". Nền tảng cho "thịnh vượng văn hóa" được tạo lập thông qua việc dành 2% ngân sách dành cho các chương trình văn hóa và tạo nền tảng pháp lý cho các chương trình văn hóa căn bản.

## Sơ đồ tổ chức
Bộ Văn hóa, Thể thao và Du lịch có một bộ trưởng, dưới đó là hai thứ trưởng. Trực tiếp dưới quyền bộ trưởng còn có Tham mưu chính sách, Phát ngôn viên (Vụ trưởng Tuyên truyền) và Tổng Thanh tra (đứng đầu Vụ Thanh tra).
Dưới quyền Thứ trưởng thứ 1
- Văn phòng Điều chỉnh Kế hoạch
- Văn phòng Tôn giáo
- Văn phòng Công nghiệp Nội dung văn hóa
- Cục Chính sách văn hóa
- Cục Nghệ thuật
- Cục Du lịch
- Tổ Kế hoạch Chính sách Bảo tàng Thư viện

Dưới quyền Thứ trưởng thứ 2
- Phòng Thông tin đại chúng
- Cục Thể thao
- Cục Chính sách Truyền thông
- Tổ Xúc tiến Đô thị Trọng điểm Văn hóa châu Á

## Lịch sử
Tiền thân của Bộ là Cơ quan Công bố thành lập ngày 4 tháng 11 năm 1948 theo Sắc lệnh Tổng thống số 15. Cơ cấu Cơ quan Công bố gồm một văn phòng (Văn phòng thư ký) và bốn cục (Cục Công bố, Cục Xuất bản, Cục Thống kê và Cục Truyền thông). Cơ quan này bị bãi bỏ vào năm 1956 và chuyển thành Văn phòng Công bố thuộc Tổng thống. Năm 1961, Bộ Công bố thành lập, gồm bốn cục là Cục Điều tra, Cục Công bố, Cục Tuyên truyền Văn hóa và Cục Quản lý Truyền thông.
Năm 1990, Bộ Văn hóa thành lập theo Sắc lệnh Tổng thống số 12895, gồm hai văn phòng, bốn cục và 18 phòng. Ngày 6 tháng 3 năm 1993, Bộ Văn hóa nhập với Bộ Thanh thiếu niên Thể thao thành Bộ Văn hóa Thể thao (Sắc lệnh Tổng thống số 13869). Năm 1994, bãi bỏ Cục Văn hóa Sinh hoạt và Cục Hỗ trợ Thể thao, đồng thời tiếp nhận nghiệp vụ Cục Du lịch thuộc Bộ Giao thông. Ngày 28 tháng 2 năm 1998, thành lập Bộ Văn hóa Du lịch (Sửa đổi Luật tổ chức chính phủ số 5529).
Ngày 29 tháng 2 năm 2008, Bộ Văn hóa, Thể thao và Du lịch thành lập trên cơ sở tích hợp chức năng của Bộ Văn hóa, Thể thao và Du lịch, Cơ quan tuyên truyền chính sách, Bộ Viễn thông Thông tin (nghiệp vụ nội dung kỹ thuật số).